# 1733 у літературі
Стаття є списком літературних подій та публікацій у 1733 році.

## Поезія
- «Проби про людину» (англ. «Essay on Man») — поема Александра Поупа.

## Народились
- 5 вересня — Крістоф Мартін Віланд, німецький поет (помер у 1813).

## Померли
- 21 січня — Бернард де Мандевіль, голландський англомовний сатирик та філософ (народився в 1670).